# Matrona nigripectus
Matrona nigripectus – gatunek ważki z rodziny świteziankowatych (Calopterygidae). Występuje w północno-wschodnich Indiach (stan Meghalaya), Mjanmie, Tajlandii, Laosie, Wietnamie i południowych Chinach (prowincja Junnan). Dawniej takson ten bywał uznawany za podgatunek Matrona basilaris.